# Barwniak Ansorgiego
Barwniak Ansorgiego, barwniak pięcioplamy, pielęgnica pięcioplama (Thysochromis ansorgii) – gatunek słodkowodnej ryby z rodziny pielęgnicowatych (Cichlidae). Jedyny przedstawiciel rodzaju Thysochromis. Bywa hodowany w akwariach.

## Występowanie
Tereny Afryki Zachodniej i zachodniej Afryki Środkowej – od dorzecza rzeki Agnéby w Wybrzeżu Kości Słoniowej po stan Cross River w Nigerii oraz dorzecza rzek Ogowe w Gabonie i Kouilou w Kongu.

## Cechy morfologiczne
Samiec jest intensywniej ubarwiony i jest większy od samicy. Dorasta do ok. 9 cm długości, niekiedy do 13 cm. Ciało bocznie spłaszczone, po obu stronach ich zielononiebieskiego ciała, w jej środkowej części znajdują się ciemne plamy, po 5 z każdej strony. Brzuch czerwony, u samicy w okolicy płetwy odbytowej znajdują się lśniące łuski. 
Płetwa grzbietowa i odbytowa wydłużona i ostro zakończona w kolorze zielonawym, z czerwonymi plamkami. W płetwie grzbietowej znajdują się 13–16 promieni twardych i 9–11 miękkich. Płetwa odbytowa pokryta jasnymi i ciemnymi plamkami posiada 3 promienie twarde oraz 7–9 miękkich. Płetwy brzuszne są dość długie w kolorze niebiesko-czerwonym.

## Warunki hodowlane
| Zalecane warunki w akwarium | Zalecane warunki w akwarium    |
| --------------------------- | ------------------------------ |
| Zbiornik                    | średni do większego (60–100 l) |
| Temperatura wody            | 24–26°C                        |
| Twardość wody               | miękka, 5–19°n                 |
| Skala pH                    | 6–7,5                          |
| pokarm                      | żywy i suchy                   |

Lubi przebywać wśród roślin (Lagarosiphon muscoideus, kabomba wodna czy Hygrophila polysperma). 
Jest gatunkiem dość żarłocznym. Na pokarm dla tego gatunku składa się m.in.: rozwielitka, siekane mięso wołowe, rurecznik, płatki owsiane, płatkowane pokarmy sztuczne.

## Rozród
Pozycję dominującą na okres tarła przejmuje samica. Ikra składana w skalistych jamkach lub innych podobnych miejscach. Wpływając do takiej groty „do góry” brzuchem składa ikrę w liczbie około 150 sztuk. Z braku odpowiedniego miejsca może złożyć ją na liściach roślin.
Obowiązki opieki nad ikrą i narybkiem rodzice dzielą pomiędzy siebie. 

## Choroby
Barwniak pięcioplamy jest podatny na zatrucia, szczególnie wrażliwy na to jest ich narybek.